# Cosmia diffusa
Cosmia diffusa är en fjärilsart som beskrevs av Elliot C.G. Pinhey 1968. Cosmia diffusa ingår i släktet Cosmia och familjen nattflyn. Inga underarter finns listade i Catalogue of Life.